# William George Howard, 8:e earl av Carlisle
William George Howard, 8:e earl av Carlisle, född den 23 februari 1808, död den 29 mars 1889, var en engelsk präst och peer, i över fyrtio år kyrkoherde i Londesborough i East Riding of Yorkshire.
Han var son till George Howard, 6:e earl av Carlisle. Utbildad vid Eton och Christ Church College i Oxford. Han efterträdde sin bror George Howard som earl av Carlisle 1864 och efterträddes i sin tur av brorsonen George Howard.